# Première circonscription de Corse
La première circonscription de Corse est l'une des trois circonscriptions législatives françaises que comptait le département de Corse avant sa sub-division en deux départements en 1976.

## Description géographique et démographique
La première circonscription de Corse, déterminée dans le Journal Officiel du 14 octobre 1958, était composée des cantons suivants :
- canton d'Ajaccio
- canton de Bastelica
- canton de Belgodère
- canton de Bocognano
- canton de Calenzana
- canton de Calvi
- canton d'Evisa
- canton de L'Île-Rousse
- canton de Muro
- canton de Olmi-Cappella
- canton de Piana
- canton de Salice
- canton de Santa-Maria-Siché
- canton de Sari-d'Orcino
- canton de Sarrola-Carcopino
- canton de Soccia
- canton de Vico
- canton de Zicavo

## Historique des députations
| Législature | Début de mandat | Fin de mandat  | Député           | Parti politique | Observations                                                                                            |
| ----------- | --------------- | -------------- | ---------------- | --------------- | --- |
| Ire         | 9 décembre 1958 | 9 octobre 1962 | Pascal Arrighi   |                 | Député sortant Mandat écourté à la suite d'une dissolution parlementaire décidée par Charles de Gaulle. |
| IIe         | 6 décembre 1962 | 2 avril 1967   | Antoine Sérafini | UNR-UDT         | |
| IIIe        | 3 avril 1967    | 30 mai 1968    | Jean Bozzi       | UD-Ve           | Mandat écourté à la suite d'une dissolution parlementaire décidée par Charles de Gaulle.                |
| IVe         | 11 juillet 1968 | 1er avril 1973 | Jean Bozzi       | UDR             | |
| Ve          | 2 avril 1973    | 2 avril 1978   | Nicolas Alfonsi  | MRG             | |

## Historique des élections

### Élections de 1958
| Candidat       | Candidat           | Parti          | Premier tour | Premier tour | Second tour | Second tour |  |
| Candidat       | Candidat           | Parti          | Voix         | %            | Voix        | %           |  |
| -------------- | ------------------ | -------------- | ------------ | ------------ | ----------- | ----------- |  |
|                | Pascal Arrighi élu | Radcent        | 13 887       | 42,67        | 19 188      | 74,53       |  |
|                | Félix Miniconi     | Radsoc         | 6 917        | 21,25        | 116         | 0,45        |  |
|                | Henri Maillot      | UNR            | 5 944        | 18,27        | 139         | 0,54        |  |
|                | Arthur Giovoni     | PCF            | 5 281        | 16,23        | 6 304       | 24,48       |  |
|                | Noël Pinelli       | SFIO           | 514          | 1,58         |             |             |  |
|                |                    |                |              |              |             |             |  |
| Inscrits       | Inscrits           | Inscrits       | 55 003       | 100,00       | 56 503      | 100,00      |  |
| Abstentions    | Abstentions        | Abstentions    | 22 292       | 40,53        | 29 884      | 52,89       |  |
| Votants        | Votants            | Votants        | 32 711       | 59,47        | 26 619      | 47,11       |  |
| Blancs et nuls | Blancs et nuls     | Blancs et nuls | 168          | 0,51         | 872         | 3,28        |  |
| Exprimés       | Exprimés           | Exprimés       | 32 543       | 99,49        | 25 747      | 96,72       |  |

Le suppléant de Pascal Arrighi était Alexandre Mattei, conseiller général du canton de l'Île-Rousse, directeur au Ministère des Anciens Combattants.

### Élections de 1962
|                | Antoine Sérafini élu | UNR-UDT        | 15 772 | 50,04  |  |  |  |
|                | Noël Franchini       | PCF            | 6 883  | 21,84  |  |  |  |
|                | Jean-Antoine Antona  | CNIP           | 4 610  | 14,63  |  |  |  |
|                | Jean-Augustin Seta   | Radsoc         | 4 256  | 13,5   |  |  |  |
|                |                      |                |        |        |  |  |  |
| Inscrits       | Inscrits             | Inscrits       | 58 894 | 100,00 |  |  |  |
| Abstentions    | Abstentions          | Abstentions    | 27 134 | 46,07  |  |  |  |
| Votants        | Votants              | Votants        | 31 760 | 53,93  |  |  |  |
| Blancs et nuls | Blancs et nuls       | Blancs et nuls | 239    | 0,75   |  |  |  |
| Exprimés       | Exprimés             | Exprimés       | 31 521 | 99,25  |  |  |  |

Jean Orabona, docteur en médecine, conseiller général du canton de Calvi, maire de Calvi, était suppléant d'Antoine Sérafini.
En raison d'irrégularités dans le vote par correspondance, le Conseil constitutionnel annule le scrutin.

### Élections de 1963
Une élection partielle doit être organisée.
| Candidat | Candidat                       | Parti          | Premier tour | Premier tour | Second tour | Second tour |  |
| Candidat | Candidat                       | Parti          | Voix         | %            | Voix        | %           |  |
| --- | ------------------------------ | -------------- | ------------ | ------------ | ----------- | ----------- |  |
| | Antoine Sérafini sortant réélu | UNR-UDT        | 14 667       | 43,32        | 19 659      | 53,56       |  |
| | Pascal Arrighi                 | CR             | 7 405        | 21,87        | Retrait     | Retrait     |  |
| | Noël Franchini                 | PCF            | 5 218        | 15,41        | Retrait     | Retrait     |  |
| | Jean-Baptiste Tomi             | RRRS           | 3 671        | 10,84        | 17 047      | 46,44       |  |
| | Félix Miniconi                 | diss. RRRS     | 2 750        | 8,12         |             |             |  |
| | Décius Bartoli                 | Divers gauche  | 148          | 0,01         |             |             |  |
| |                                |                |              |              |             |             |  |
| Inscrits | Inscrits                       | Inscrits       | 58 530       | 100,00       | 58 537      | 100,00      |  |
| Abstentions | Abstentions                    | Abstentions    | 24 509       | 41,87        | 21 498      | 36,73       |  |
| Votants | Votants                        | Votants        | 34 021       | 58,13        | 37 039      | 63,27       |  |
| Blancs et nuls | Blancs et nuls                 | Blancs et nuls | 162          | 0,48         | 333         | 0,9         |  |
| Exprimés | Exprimés                       | Exprimés       | 33 859       | 99,52        | 36 706      | 99,1        |  |
| Source : France, Ministère de l'intérieur. Les Elections législatives . Métropole., la Documentation française, 1963 (lire en ligne) |                                |                |              |              |             |             |  |

Le suppléant d'Antoine Sérafini était Jean Orabona, conseiller général, maire de Calvi. Jean Orabona remplaça Antoine Sérafini, décédé, du 4 mars 1964 au 2 avril 1967.

### Élections de 1967
|                | Jean Bozzi élu                | UD-Ve          | 20 831 | 52,11  |  |  |  |
|                | François Giacobbi             | FGDS (Radical) | 12 006 | 30,03  |  |  |  |
|                | Ange-Marie Filippi-Codaccioni | PCF            | 5 229  | 13,08  |  |  |  |
|                | Dominique Bastiani            | ARLP           | 1 908  | 4,77   |  |  |  |
|                |                               |                |        |        |  |  |  |
| Inscrits       | Inscrits                      | Inscrits       | 61 868 | 100,00 |  |  |  |
| Abstentions    | Abstentions                   | Abstentions    | 21 544 | 34,82  |  |  |  |
| Votants        | Votants                       | Votants        | 40 324 | 65,18  |  |  |  |
| Blancs et nuls | Blancs et nuls                | Blancs et nuls | 350    | 0,87   |  |  |  |
| Exprimés       | Exprimés                      | Exprimés       | 39 974 | 99,13  |  |  |  |

Le suppléant de Jean Bozzi était Jean Orabona, député sortant, conseiller général, maire de Calvi.

### Élections de 1968
|                | Jean Bozzi sortant réélu | UDR (URP)      | 20 211 | 54,65  |  |  |  |
|                | François Giacobbi        | FGDS (Radical) | 12 230 | 33,07  |  |  |  |
|                | Albert Ferracci          | PCF            | 4 540  | 12,28  |  |  |  |
|                |                          |                |        |        |  |  |  |
| Inscrits       | Inscrits                 | Inscrits       | 63 009 | 100,00 |  |  |  |
| Abstentions    | Abstentions              | Abstentions    | 25 573 | 40,59  |  |  |  |
| Votants        | Votants                  | Votants        | 37 436 | 59,41  |  |  |  |
| Blancs et nuls | Blancs et nuls           | Blancs et nuls | 455    | 1,22   |  |  |  |
| Exprimés       | Exprimés                 | Exprimés       | 36 981 | 98,78  |  |  |  |

Le suppléant de Jean Bozzi était Jean Orabona.

### Élections de 1973
| Candidat       | Candidat            | Parti          | Premier tour | Premier tour | Second tour | Second tour |  |
| Candidat       | Candidat            | Parti          | Voix         | %            | Voix        | %           |  |
| -------------- | ------------------- | -------------- | ------------ | ------------ | ----------- | ----------- |  |
|                | Jean Bozzi sortant  | UDR (URP)      | 12 544       | 31,13        | 19 632      | 47,34       |  |
|                | Pascal Rossini      | Divers droite  | 11 340       | 28,14        | Retrait     | Retrait     |  |
|                | Nicolas Alfonsi élu | MRG (UGSD)     | 9 998        | 24,81        | 21 840      | 52,66       |  |
|                | Ange Stromboni      | PCF            | 4 688        | 11,63        |             |             |  |
|                | Dominique Alfonsi   | Régionaliste   | 1 487        | 3,69         |             |             |  |
|                | Bernard Mattéi      | LC             | 238          | 0,59         |             |             |  |
|                |                     |                |              |              |             |             |  |
| Inscrits       | Inscrits            | Inscrits       | 64 096       | 100,00       | 63 666      | 100,00      |  |
| Abstentions    | Abstentions         | Abstentions    | 23 377       | 36,47        | 21 279      | 33,42       |  |
| Votants        | Votants             | Votants        | 40 719       | 63,53        | 42 387      | 66,58       |  |
| Blancs et nuls | Blancs et nuls      | Blancs et nuls | 424          | 1,04         | 915         | 2,16        |  |
| Exprimés       | Exprimés            | Exprimés       | 40 295       | 98,96        | 41 472      | 97,84       |  |

Le suppléant de Nicolas Alfonsi était Léon Argenti, chirurgien-dentiste, conseiller général du canton d'Olmi-Cappella, maire d'Olmi-Cappella.